# Agents de soutènement
Dans le domaine des forages pétroliers, gaziers ou hydrauliques, les agents de soutènement (ou Proppants ou propping agents) sont des produits solides (naturels ou synthétiques) qui sont injectés dans les fractures et microfracturations provoquées dans la roche lors des opérations de fracturation hydraulique (Fracing ou fracking ou hydrofracking). 

Mis en suspension dans le fluide de fracturation, ces « proppants » sont surtout destinés à être introduits dans les fissures fraichement ouvertes de la roche profonde (ouvertes par des explosions et/ou une importante surpression visant à fracturer la roche-réservoir (schiste en général) tout au long des forages dirigés). Leur rôle est de produire une couche à la fois perméable et assez résistante pour maintenir les microfissures ouvertes après les avoir pénétré. Cette couche crée et conserve un « chemin drainant » au sein duquel les fluides (gaz, pétrole, eau) percoleront facilement jusqu'au puits d'extraction au fur et à mesure qu'ils seront désorbés de la roche-réservoir.

## Histoire des «proppants»
On a d'abord utilisé du sable naturel, puis la technologie des « proppants » a évolué jusqu'aux grains de céramique fabriqués en usine à des diamètres et densités optimisées, et éventuellement recouverts par un traitement de surface (enrobage de résine phénolique par exemple, afin que les billes de « proppant» réagissent moins avec le fluide injecté dans la réoche ainsi qu'avec le gaz ou le pétrole, dont la circulation dans les microfissures ne doit pas être freinée. 
- Proppants naturels : L'idée d'injecter du sable dans les fractures et microfissures produite par le fluide de fracturation date au moins des années 1950.  
Le premier « agent de soutènement » de fracturation hydraulique a été utilisé en 1952 en Union soviétique.
En Europe occidentale, de 1977 à 1985, la fracturation hydraulique a été utilisée à Rotliegend et en Allemagne dans des gisements gaziers du  Carbonifère et aux Pays-Bas dans des gisements (dont en offshore) ainsi qu'au Royaume-Uni dans plusieurs secteurs de la mer du Nord en offshore. L'industrie gazière et pétrolière a ensuite largement utilisé les « proppants » dans d'autres pays européens (Norvège, Union soviétique, Pologne, Tchécoslovaquie, Yougoslavie, Hongrie, Autriche, France, Italie, Bulgarie, Roumanie, Turquie), et africains (Tunisie et Algérie) pour doper la production de leurs puits[5].

- Proppants synthétiques : Dans les années 1970, alors que les forages se faisaient de plus en plus profonds, de nouveaux agents de soutènement (proppants), hautement résistants, en céramique (frittée), sont apparus sur le marché[6]. Testés en laboratoire puis dans des systèmes de fracturation de 2 750 m à 5 800 m de profondeur, ils sont réputés mieux maintenir les fractures ouvertes et mieux résister à la compression et aux hautes pression (plus de 76 MPa). Ils résistent en outre mieux aux acides introduits dans les fluides de fracturation ou naturellement présent dans le gisement[6]. 
En laboratoire, ils résistent à des pressions très élevées et ne perdent aucune de leur utilité à des températures de 150 °C[6]. 
Ils peuvent être allégés, microporeux et de diamètres et couleurs variées. Leur densité peut être la même que celle des sables qui étaient utilisés antérieurement. Certains sont assez résistants, pour que – au-delà de certaines pressions – ce soit le matériau rocheux qui s'écrase autour des « proppants ».

Sous l'effet de la pression, de la température et dans les fluides de fracturation, les agents de soutènement obéissent à des règles particulières de rhéologie, qui ont encore l'objet d'études.

## Enjeux
- Enjeux économiques et de production : Les « proppants »  permettent d'extraire des hydrocarbures autrefois inexploitables (car le gaz y est présent au sein même de la roche, des schistes le plus souvent). 
Les « proppants »  permettent aussi d'améliorer l'efficacité et la durée d'effet des « stimulations » de puits colmatés ou presque épuisés. 
Grâce aux avancées techniques du domaine de la prospection pétrolière et gazière et de celui des forages, l'industrie pétrolière a ainsi pu provisoirement reculer le « Peak oil » en exploitant des gisements plus profonds et autrefois non rentables ou inaccessibles.

### Enjeux climatiques
Le « fracking » contribue à déstocker du carbone fossile et induit des émissions de gaz à effet de serre supplémentaires dans l'atmosphère, en exacerbant le dérèglement climatique. Il semble que le CH4 perdu dans l'air par les forages en activité et/ou abandonnés est en quantité massive et au moins deux fois supérieures à ce qu'annonçaient les industriels gaziers, ce qui confèrerait aux gaz de schiste un bilan négatif  en termes d'empreinte carbone, selon R Howard (2011). L'alerte de Howard a été contestée en 2011 par l'industrie gazière et certains universitaires, mais en 2012, ces fuites importantes de méthane ont été confirmées par des analyses faites en 2011-2012 dans le bassin gazier de Denver-Julesburg (Colorado) en exploitation ; +/-4 % de la production étaient perdus dans l'air (sans prendre en compte d'autres pertes souterraines ou à partir des systèmes de canalisation et de distribution) ; Une partie des fuites provient des sites de stockage ou des premiers « rots de production » que les industriels gaziers rejettent dans l'air au début (durant un mois voir plus), avant que le puits ne soit connecté à un pipeline, mais une autre partie correspond à des fuites plus diffuses et chroniques : « une grande partie de celui-ci (le CH4) est juste du gaz brut fuyant de l'infrastructure », avec de 2,3 à 7,7 % de perte, soit une estimation moyenne de 4 %, légèrement plus élevée que celle faite par l'université Cornell en 2011 (de 2,2 % à 3,8 %) pour les puits et la production de gaz de schiste ; soit plus que l'évaluation précédente de l'EPA (qui a depuis revu sa méthodologie, « ce qui a en 2011 à peu près doublé l'inventaire officiel des émissions de l'industrie du gaz naturel au cours de la dernière décennie aux États-Unis ». 1,9 % du gaz perdu durant la vie d'un forage s'échappe du puits à la suite de la fracturation. Capter et stocker ce gaz et ceux issus du processus de fracturation est en grande partie possible, mais nuirait à la rentabilité des opérations. Selon la NOAA (National Oceanic and Atmospheric Administration) dans le journal Nature (février 2012) ; Le CH4 perdu dans l'air l'est en quantité au moins deux fois supérieures à ce qu'annonçaient les industriels gaziers. 

### Enjeux sanitaires et environnementaux
Un nombre croissant d'ONG, d'agences environnementales (dont l'EPA aux États-Unis), d'élus et d'experts estiment ou craignent que les « proppants » puissent également faciliter et entretenir une pollution chronique des nappes phréatiques et de l'environnement (eau, air, sol, écosystèmes) par les gisements abandonnés (les forages de gaz de schistes épuisent rapidement leur ressource, et il en existe déjà des dizaines de milliers abandonnés aux États-Unis) ; 
Les « proppants »  permettent qu'une circulation de divers produits chimiques se poursuive longtemps, bien après la fermeture du puits. Ces produits chimiques sont ceux qui ont été introduits par les fluides de fracturation. Mais ce sont aussi ceux qui sont désorbés du substrats ; Les hydrocarbures ayant déjà été exploités en surface, les forages se font maintenant à grande profondeur, à haute pression et haute température qui donnent aux fluides hydrothermaux des propriétés particulières, de dissolution (notamment du mercure, plomb, arsenic ou d'autres métaux toxiques et de radionucléides dans certains cas). Cette dissolution est d'autant plus importante que des acides forts sont souvent utilisés pour stimuler la production de puits dont le débit diminue. Des fluides hydrothermaux très chauds, corrosifs et pollués peuvent ainsi envahir le réseau de fracturation et atteindre le puits. Si les parois du puits sont dégradées, ou si le puits est mal bouché, ces produits sont susceptibles de migrer dans l'environnement.
 Les « proppants » permettent probablement - là où la température le permet - à des bactéries de proliférer et circuler dans les microfissures profondes. Des biocides bactéricides sont injectés dans les fluides qui contiennent aussi des matières organiques susceptibles de nourrir les bactéries, mais d'une part certaines bactéries sont connues pour leurs capacités d'antibiorésistance et de résistance à des températures atteignant ou dépassant 100 °C, à la radioactivité et aux métaux lourds chez les bactéries extrêmophiles. D'autre part, l'injection de biocide cesse à la fin de vie du puits.

### Enjeux de gouvernance
Des problèmes de précaution, gouvernance, démocratie et transparence sont posées par les fluides de fracturation, car leur composition est longtemps restée secrète malgré les demandes de l'EPA (Agence américaine de l'environnement) aux industries spécialisées, alors même que leur utilisation n'avait pas fait l'objet d'études d'incidences ; Aujourd’hui, Les entreprises doivent publier la liste des composés et produits chimiques injectés dans les gisements, mais l'EPA peut ne pas diffuser l'information assimilée à secret de fabrication.

## Le choix des «proppants»
Un large choix est aujourd'hui proposé à l'industrie pétrolière ; de sables naturels à des billes de céramiques en passant par du sable enduit de résine (« resin coated sand »), des microbilles de verre et divers produits synthétiques ; « légers » à « lourds ».

Le choix est fait par l'opérateur selon le contexte du forage, selon la perméabilité souhaitée, la résistance nécessaire des grains face à la pression de la roche ou aux acides. 
- La taille du « proppant » influe sur la perméabilité, qui augmente quand les grains sont plus gros et ronds, mais les grains plus gros pénètrent moins profondément les microfissures ;
- La forme (géométrie) du proppant importe également ; les formes angulaires exacerbent le stress subis par les particules et les rendent particulièrement vulnérables à l'écrasement ;
- La résistance doit être plus élevée à grande profondeur où l'on utilise alors souvent des « proppants » en bauxite frittée, ou en céramique enrichie en corindon (l'un des matériaux les plus durs connus). Les proppants dits « Light weight ceramic » (LWC) contiennent de la mullite (alumino-silicate également très dur). Quand ils s'écrasent, ces proppants durs ne produisent pas ou peu de « fines » colmatantes comme le fait le sable naturel, mais de grains plus petits, qui peuvent encore entretenir une certaine perméabilité. Selon un bulletin d'information commerciale de Hexion, quand 23,9 % d'un sable non traitée est réduit en poudre fine, seuls 8,2 % d'une céramique légère l'est et 0,5 % de leur produit[12]. Les proppants plus résistants sont aussi plus denses et lourds. ils demandent donc une adaptation du fluide de fracturation (pression et viscosités plus élevés, qui se traduisent par des coûts accrus de fracturation ; écologiquement et économiquement[13]. Les fabricants ont aussi mis au moins des « proppants » plus légers (~ 2,5 g/cc) que le sable. Ils sont plus couteux au poids, mais ce surcoût peut être compensé par un pompage à basse pression moins énergivore.
- L'« espace interstitiel » entre les grains de « proppants » doit être assez large pour que la couche soit drainante, mais sans nuire à la résistance mécanique de cette même couche. Pour la complétion du puits, cette dernière doit en effet résister à l'écrasement quand le feuilletage ou les microfissures de la roche tendent à se refermer (« contraintes de fermeture ») alors que la pression du fluide de fracturation diminue (pour laisser l'eau et/ou les hydrocarbures remonter). 
Ce paramètre dépend de la concentration en « proppants » (par exemple mesurée en kg par m² fracturé) ; Le soutènement « à grandes mailles » (grains plutôt éloignés les uns des autres) offre théoriquement une plus grande grande perméabilité, mais il résistera moins aux contraintes de fermeture (soit les grains seront écrasés, soit la roche s'écrasera sur eux s'ils sont plus résistant que la roche et que la pression est suffisante). En laboratoire, 10 kg/m2 est un taux souvent utilisé.

On appelle « fines » les particules résultant d'agents de soutènement broyés par la pression de la roche qui se referme ; Ces fines sont indésirables car elles colmatent les fissures et/ou « polluent » le fluide remontant. Le sable naturel en produit le plus, le sable traité en produit moins, mais plus que les « proppants » synthétiques. Une présence de fines en grande quantité traduit un échec de la complétion
La viscosité du fluide de fracturation est adaptée, presque en temps réel si nécessaire pour introduire les grains dans les microfissures .

## «Proppants» et radio-traçage
Aucun capteur électronique disponible ne résiste aux conditions de haute pression et de haute température des forages profonds. Lors d'un forage et son exploitation, les opérateurs en surface agissent donc en aveugle, sur la base de modèles et données issues de la sismique, ainsi que sur la base d'interprétation des observations qu'ils peuvent faire des modifications de compositions du fluide de forage et des produits remontés par le puits.
L'une des méthodes de monitoring du processus profond consiste à suivre un ou plusieurs radiotraceurs. 

Ces derniers sont des isotopes radioactifs préalablement sélectionné dans la table des isotopes pour :
– leur spectre de rayonnement (devant être facilement détectable) ;
– ses propriétés physico-chimiques (il ne doit pas interagir avec d'autres composants ou être adsorbé par la matrice rocheuse) ;
– une faible radiotoxicité ;
– une demi-vie radioactive permettant de minimiser la contamination résiduelle de l'activité initiale .
Ainsi, par exemple, des granules de plastique recouverte de 10 gigabecquerels (GBq) d'Ag-110mm peuvent être ajoutés à l'agent de soutènement, ou du sable marqué avec Ir-192 (Le plus stable parmi ces derniers est le 192Ir avec une demi-vie de 73,83 jours et d'une énergie moyenne de 380 KeV. L'192Ir est utilisé en curiethérapie.) .  
En surface, on peut ainsi surveiller les progrès de la pénétration de l'agent de soutènement, ou constater que les microfissures ne sont pas assez ouvertes.

pour diminuer les coûts, un sable naturellement radioactif, ou des minerais à radioactivité naturelle sont parfois aussi utilisés à cette fin.
Les traceurs radioactifs servent notamment à déterminer le profil d'injection et la localisation des fractures créées par les fracturations fracturation hydraulique, et initiations de fractures par explosion. Des brevets décrivent en détail comment plusieurs traceurs sont généralement utilisés dans un même puits, pour différentes étapes de fracturation,  Les demi-vies s'échelonnent de 40,2 heures (Lanthane-140) à 5,27 ans (Cobalt-60). 

Un radiotraceur spécifique peut aussi être utilisé pour la mesure du débit ; souvent il s'agit d'isotopes du Technétium (Tc-99m) ou  de l'iode I-131) La Nuclear Regulatory Commission a publié des lignes directrices énumérant un large éventail de matières radioactives, sous des formes solides, liquides et gazeuses susceptibles d'être utilisés comme traceurs, avec des indications de limite à ne pas dépasser pour les injections par puits, pour chaque radionucléide.

## Coûts
Les frais de transport sur site constituent une composante importante du coût des agents de soutènement.

## Annexe